# Australomymar
Australomymar is een geslacht van vliesvleugeligen uit de familie Mymaridae. De wetenschappelijke naam van dit geslacht is voor het eerst geldig gepubliceerd in 1929 door Girault.

## Soorten
Het geslacht Australomymar omvat de volgende soorten:
- Australomymar aurigerum Girault, 1929
- Australomymar formosum Narendran & Hayat, 2003
- Australomymar gressitti (Doutt, 1955)
- Australomymar incerta (Girault, 1938)